# Rock Your Life
Rock Your Life (etwa: „Beweg dein Leben“, Eigenschreibweise ROCK YOUR LIFE!) ist eine gemeinnützige Bildungsinitiative in Trägerschaft der Rock Your Life gGmbH mit Sitz in München. 
Kern der Organisation ist das Mentoring-Programm, dabei werden Schüler im Alter von 14 bis 18 Jahren von einem ehrenamtlichen Mentor für mindestens ein Jahr kostenlos begleitet. Ziel dieser Eins-zu-Eins-Mentoring-Beziehungen ist es, die Jugendlichen zu unterstützen, ihr individuelles Potential zu entfalten, ihre personalen und sozialen Kompetenzen zu entwickeln und ihre Perspektiven zu erweitern. Außerdem soll die schulische Situation verbessert und ein erfolgreicher Übergang ins Berufsleben oder auf eine weiterführende Schule ermöglicht werden. Die ehrenamtlichen Mentoren erwerben praktische Fähigkeiten für das Berufsleben, lernen unterschiedliche Lebenswelten kennen und übernehmen gesellschaftliche Verantwortung. Rock Your Life wurde 2009 von einem studentischen Team an der Zeppelin Universität unter Leitung von Elisabeth Hahnke, Stefan Schabernak und Christina Veldhoen gegründet.
Die gGmbH ist Unterzeichnerin der Initiative Transparente Zivilgesellschaft. Rock your life ist außerdem Teil der eleven-Gemeinschaft. Eleven – Verein für Kinder- und Jugendförderung e.V. begleitet deutschlandweit etablierte Organisationen entlang der Bildungskette, die sich nachweislich wirksam für die Chancengerechtigkeit von Kindern, Jugendlichen und Familien einsetzen.

## Konzept
An den verschiedenen Standorten (Stand Ende 2024: Aachen, Augsburg, Berlin, Bielefeld, Braunschweig-Wolfsburg, Bremen, Chemnitz, Dresden, Düsseldorf, Frankfurt (Main), Freiburg, Friedrichshafen, Halle, Hamburg, Heidelberg, Karlsruhe, Köln, Leipzig, Lübeck, Lüneburg, Mainz, Mannheim, München, Münster, Passau, Stuttgart, Tübingen) finden die lokalen gemeinnützigen Vereine Studierende der ansässigen Universitäten und Fachhochschulen. Die Studierenden organisieren sich in den lokalen Vereinen selbst, erhalten jedoch eine umfassende Unterstützung der gGmbH durch Veranstaltungen und Workshops. 
Die Mentoren finden über ein „Speed-Dating“ ihre Schüler (Mentees). Im ersten Jahr der Beziehung erhalten die Paare drei zweitägige Trainings zu den Themen Mentoring, Potentialentfaltung und Berufsorientierung. Diese Trainings werden von Rock-Your-Life-Trainern gegeben. Eine Mentoring-Beziehung umfasst mehrere Treffen im Monat, bei denen der Mentor mit dem Schüler beispielsweise Berufsinformationen recherchiert, Bewerbungen verfasst, Unterrichtsstoff bespricht oder anderen Aktivitäten (z. B. Sport) nachgeht.

## Wirkung
Studien des ifo Instituts aus den Jahren 2021 und 2023 belegen die Wirksamkeit des Mentoring-Programms von Rock your life. Die Untersuchungen zeigen, dass das Programm herkunftsbedingte Nachteile von Jugendlichen signifikant abbaut und ihre Chancen auf dem Bildungs- und Arbeitsmarkt nachhaltig verbessert.

## Geschichte
Nach einer Podiumsdiskussion über Bildungsgerechtigkeit mit Peer Steinbrück gründeten zwölf Studierende der Zeppelin-Universität Rock Your Life als Pilotprojekt am Standort Friedrichshafen. Das Projekt wurde in verschiedenen lokalen und überregionalen Medien gelobt und erhielt mehrere Preise sowie Auszeichnungen. Auf Grund der positiven Resonanz und erster Erfolge am Pilotstandort wurde daraufhin die gemeinnützige GmbH gegründet, um mehrere Standorte zu etablieren. Unterstützung wurde unter anderem durch die BMW Stiftung Herbert Quandt, die Vodafone-Stiftung, und die Zeppelin Universitätsgesellschaft geboten. In den anschließenden Jahren konnte Rock Your Life ein großes Wachstum verzeichnen. Die Anzahl an Standorten wuchs innerhalb von 5 Jahren auf über 45, außerdem konnten 168 Trainer für die Durchführung von Trainings qualifiziert werden. Förderer des gemeinnützigen Unternehmens sind unter anderem die Karl-Schlecht-Stiftung, die Credit Suisse EMEA Foundation, die Wübben-Stiftung, die Town&Country-Stiftung sowie die Förderinitiative Deutschland Rundet Auf.
2013 wurde die Rock Your Life Schweiz GmbH gegründet, an der die deutsche gGmbH eine Beteiligung von 25 % hält. In der Schweiz ist Rock Your Life an sieben Standorten vertreten. 2017 wurde ROCK Rock Your Life Niederlande gegründet und verfügt aktuell über einen Standort in Den Haag.
Im Jahr 2014 wurde die erste standortübergreifende Kooperation „Zukunftskick“ mit dem Discounter Penny gestartet.
Vor dem Hintergrund hoher Abbruchquoten in der Ausbildung, des demografischen Wandels und zunehmenden Herausforderungen von Unternehmen mit der sogenannten Generation Y wurde das Angebot der Rock Your Life gGmbH im Jahr 2015 um einen weiteren Programmbaustein erweitert: Rock Your Company!

## Preise und Auszeichnungen
- „Wirkt!“-Siegel 2015 von Phineo für besondere Wirksamkeit[16]
- Ausgezeichneter Ort 2012 im Land der Ideen[17]
- Auszeichnung als „Hochschulperle“ des Stifterverband für die Deutsche Wissenschaft im Januar 2011[18]
- Gewinner des Deichmann-Förderpreis gegen Jugendarbeitslosigkeit 2010[19]
- startsocial Bundessieger 2009[20] unter der Schirmherrschaft von Bundeskanzlerin Angela Merkel
- Sieger beim Young Leaders Ideenwettbewerb der BMW Foundation Herbert Quandt[21]
- Engagementpreis 2009 der FES-Ehemaligen[22]
- „Sei ein Futurist“-Stipendium der dm-drogerie markt GmbH + Co. KG[23]
- HypoVereinsbank Projektstipendium